# Rychnov nad Kněžnou
Rychnov nad Kněžnou (německy Reichenau an der Knieschna) je město v okrese Rychnov nad Kněžnou v Královéhradeckém kraji v severovýchodních Čechách. Město leží v Orlické tabuli na řece Kněžné. Žije zde přibližně 11 tisíc obyvatel. Historické jádro města je městskou památkovou zónou. Rychnov nad Kněžnou byl do roku 2002 okresním městem a od roku 2003 je obcí s rozšířenou působností.
Sousedními obecní sídla jsou Vamberk, Lupenice, Tutleky, Synkov-Slemeno, Libel, Třebešov, Černíkovice, Solnice, Lukavice, Liberk, Javornice a Jahodov.

## Historie
Město bylo založeno v průběhu kolonizace podhůří Orlických hor, když pruh země v okolí Rychnova táhnoucí se směrem do hor obdržel od Přemysla Otakara II. Heřman z Drnholce (jeho otec Vilém z Drnholce byl ve službách Přemysla Otakara II. a držel Ústí nad Orlicí). Heřman držel také úřad podkomořího (1261–1266). První písemná zmínka o Rychnově nad Kněžnou se vztahuje k osobě Heřmana z Drnholce, který figuruje jako svědek na listině Přemysla Otakara II. vydané 1. února 1258 ve Vídni (Hermannus de Richenawe).
Poloha rychnovského hradu je neznámá, ale pravděpodobně stával v místech pozdějšího zámku. Samotné městečko bylo podle ne zcela jasných zmínek v historických pramenech opevněné, doložena je pouze existence městských bran.
Rychnovem procházela i jedna z významných stezek, po níž proudili do města obchodníci (právo trhu je písemně doloženo až později). S městečkem byl založen i kostel svatého Havla, jehož oltář byl vysvěcen roku 1313. Prvním jménem známým farářem byl Dominik, jenž byl po své smrti nahrazen Kunratem, synem měšťana Hanuše z Rychnova.

### Patnácté století
Rychnovské panství pak až do počátku 15. století bez problémů drželi potomci Heřmana z Rychnova. Páni z Rychnova patřili mezi významné české rody. Nezletilým synům Jetřicha († 1400) byl poručníkem Boček z Kunštátu a Poděbrad. Dva z nich, Jan a Hynek, se za husitských válek přidali na stranu táborskou, takže král Zikmund považoval rychnovské panství za odumřelé léno a svěřil ho Půtovi z Častolovic. Potomci Jana z Rychnova († 1433) však panství udrželi a v jejich rukou zůstalo až do konce století. V Rychnově pak vládl Jan mladší (1440–1471) a po něm jeho synové Albrecht a Heřman a synovci Jindřich a Heřman.
Roku 1488 obdržel Rychnov od Vladislava II. právo na městský znak (Na červeném štítě leží jelen, desaterák, s hlavou otočenou vlevo, v přirozených barvách, na něm sedí panna v modrých šatech podávající jelenu pravou rukou dvojité zelené lekno.) a na dva výroční trhy. Měšťanům bylo navíc dovoleno pečetit zeleným voskem.

### Šestnácté století
Albrecht a Heřman byli posledními majiteli Rychnova z rodu Rychnovských, neboť Albrecht prodal město roku 1497 Vilémovi z Pernštejna, jenž vytvořil ve východních Čechách rozsáhlé dominium. Rychnov tehdy zaznamenal růst a stavební rozvoj. Vilém z Pernštejna daroval městu roku 1498 pastvinu Láň. Roku 1503 zrušil ve městě panský dvůr a rozprodal ho. Vilém Rychnovu vládl až do své smrti roku 1521, kdy české majetky zdědil jeho syn Vojtěch z Pernštejna (viz Pernštejnové). Poté se město dostalo do držení Trčků z Lípy.
Město Rychnov bylo poddanské. Jeho vztah a závislost na své vrchnosti byl tehdy zřejmý. Snaha města o získání práv královských měst byla úspěšná až v roce 1561, kdy císař Ferdinand I. udělil městu právo volby obecních starších, pomocného samosprávného sboru. Burian Trčka z Lípy byl dobrý hospodář, předvídavý v hospodářském podnikání a tolerantní ve věcech víry. V roce 1577 vymohl na Rudolfu II. třetí výroční trh. V roce 1587 prodal Burian Trčka z Lípy Rychnov nad Kněžnou bohatému radnímu Starého Města pražského Kryštofu Betenglovi z Neuenperka, který teprve nedávno získal erb.
Betenglové byli patricijská rodina, pocházející ze Švýcarska, která zbohatla obchodem a na finančních transakcích. Hlásili se k podobojí a někteří členové rodiny i k českým bratrům. Kryštof Betengl starší dokonce vystavěl pro české bratry kostel. Od roku 1582 vlastnili Betenglové i panství Borohrádek, se kterým nově přikoupené panství Rychnov na dlouhá léta spojili. Pro Rychnov nad Kněžnou objednali jeden z nejtěžších zvonů pojmenovaný jménem Kryštof. Ulit byl Janem Benešovským z Moravské Třebové. Betenglové se starali o školu, o řemesla, o špitál apod. Poslední člen rodu, Kryštof mladší, podporoval velmi vydatně stavovský odboj a panství mu bylo proto konfiskováno.
V roce 1623 získal panství císařský rada a viceprezident dvorské komory Vincenc Muschinger z Gumpendorfu, poté krátce Rychnov vlastnila císařovna Eleonora, následně přešel do majetku Kolovratů.

### Dvacáté století
Dne 14. července 1926 navštívil Rychnov nad Kněžnou prezident republiky Tomáš Garrigue Masaryk. Po slavnostním přivítání starostou města Františkem Holoubkem a zástupy na náměstí pronesl projev k obyvatelstvu a poté se odebral s delegací, ve které byl také Edvard Beneš v průvodu na zámek, aby navštívil Bohuslava Kolowrata. Po obědě v Národním domě odjel automobily do Kostelce nad Orlicí a odtamtud v 18:18 hodin připraveným zvláštním vlakem do Prahy.

## Obyvatelstvo
| Rok            | 1869  | 1880  | 1890  | 1900  | 1910  | 1921  | 1930  | 1950  | 1961  | 1970  | 1980  | 1991   | 2001   | 2011   | 2021  |
| -------------- | ----- | ----- | ----- | ----- | ----- | ----- | ----- | ----- | ----- | ----- | ----- | ------ | ------ | ------ | ----- |
| Počet obyvatel | 4 802 | 4 702 | 4 644 | 5 079 | 5 113 | 4 542 | 4 706 | 5 891 | 5 959 | 6 758 | 8 784 | 10 231 | 10 377 | 10 377 | 9 040 |
| Počet domů     | 622   | 592   | 591   | 600   | 680   | 706   | 808   | 1 002 | 1 063 | 1 091 | 1 126 | 1 218  | 1 229  | 1 321  | 1 321 |

## Části města
- Rychnov nad Kněžnou
- Dlouhá Ves
- Jámy
- Lipovka
- Litohrady
- Lokot
- Panská Habrová
- Roveň

Dříve byly součástí města také dnes samostatné obce Jahodov, Lukavice a Synkov.

## Hospodářství
Ve městě a jeho okolí sídlí podniky zaměřené především na automobilový a strojírenský průmysl. Na katastru města se nachází strategická průmyslová zóna Solnice – Kvasiny – Rychnov nad Kněžnou, která zaměstnává okolo 15 000 pracovníků. Na Rychnovsku je dlouhodobě nejnižší nezaměstnanost v rámci celé ČR.

## Doprava

### Silniční doprava
Rychnovem nad Kněžnou vede významná silnice I/14 vedoucí severovýchodem Čech v pohraniční oblasti s Polskem. Městem zároveň prochází krajské silnice II. třídy č. 318 a č. 319.
V plánech Ředitelství silnic a dálnic je výstavba silničního obchvatu silnice I/14 kolem města. Dokončení stavby se předpokládá v roce 2028.

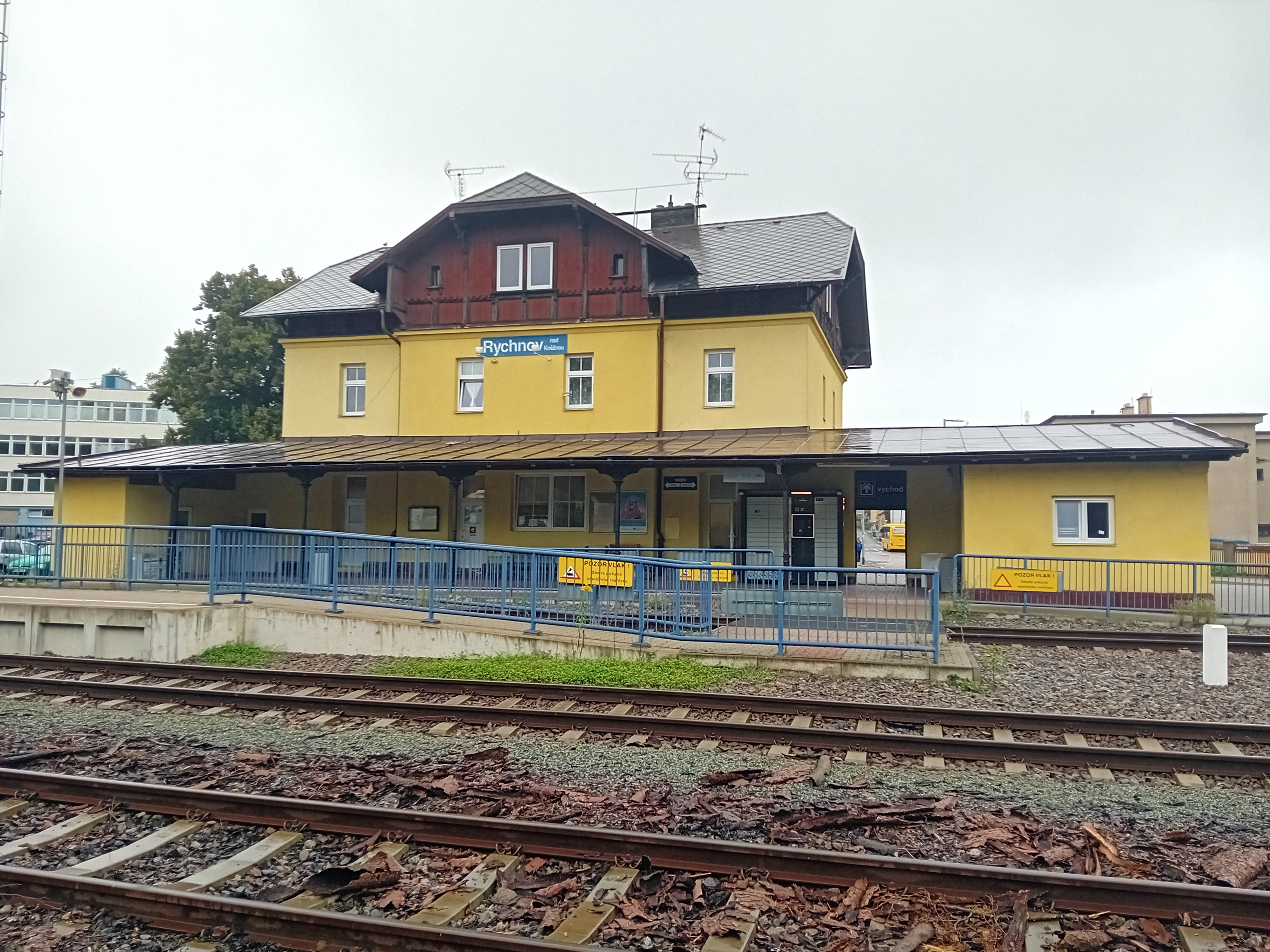
Železniční stanice

### Železniční doprava
Městem prochází jednokolejná neelektrizovaná regionální železniční dráha Častolovice - Rychnov nad Kněžnou - Solnice. Ve městě se nachází železniční stanice Rychnov nad Kněžnou a železniční zastávka  Rychnov nad Kněžnou zastávka. Pravidelnou osobní železniční dopravu provozují České dráhy.
V rámci lepší obsluhy nedaleké průmyslové zóny připravila Správa železnic projekt zkapacitnění a zrychlení trati. V rámci projektu došlo v roce 2015 k modernizaci železniční stanice. V letech 2024–2026 proběhne modernizace svršku a spodku tratě. Narovnání některých oblouků umožní zvýšit rychlost vlaků až na 120 km/h. Součástí této zakázky bude příprava na elektrizaci, ta však proběhne až v následující etapě.

### Autobusová a městská doprava
Nový terminál pro autobusovou a městskou hromadnou dopravu je umístěn vedle železniční stanice. Do roku 2019 bylo hlavní autobusové nádraží umístěné v centru města v ulici Na Sboře pod Starým náměstím, které se přestalo využívat kvůli sporům se soukromým vlastníkem.
Ve městě a v jeho okolí je provozována městská hromadná doprava, jejímž provozovatelem je společnost Audisbus. V určitých přepravních a tarifních podmínkách se liší od IDS IREDO. Například držitelé průkazu ZTP a ZTP/P mají oproti tarifu IREDO přepravu zdarma či cestující nad 70 let mají zvýhodněné jízdné. Dále dopravce provozuje pro potřebu cestujících nadstandardní službou RadioBUS (autobus na telefonické objednání), která je v provozu v dopravním sedle, kdy nejsou v provozu spoje veřejné dopravy.
Ve všech spojích veřejné autobusové dopravy i železniční dopravy platí přepravní a tarifní podmínky integrovaného dopravního systému IREDO. Dopravní obslužnost tu zajišťují především autobusoví dopravci ČSAD Ústí nad Orlicí (ICOM Transport), Audisbus, Arriva Východní Čechy nebo CDS Náchod. Meziměstské autobusové linky směřují například do Hradce Králové, Kostelce nad Orlicí, České Třebové, Ústí nad Orlicí, Dobrušky, Náchoda, Žamberka, Zdobnice či do Rokytnice v Orlických horách.

## Společnost

### Kultura
Mezi hlavní kulturní instituce ve městě patří Pelclovo divadlo, Městské kino a Městská knihovna. O kulturu ve městě se stará organizace zřízená městem Kultura Rychnov nad Kněžnou.

### Muzea a galerie
- Muzeum a galerie Orlických hor
- Muzeum hraček
- Synagoga a Památník Karla Poláčka – Fischerova ulice 608
- Památník F. M. Pelcla

### Kulturní festivaly a pravidelné akce
- Šlitrovo jaro – hudební swingový festival
- Poláčkovo léto – divadelní festival[16]
- Jízdárna Fest – hudební festival moderní hudby konaný v zámeckém parku
- Rychnovský jarmark – kulturní akce pořádaná na způsob staročeského jarmarku
- Rychnovská osmička – nejstarší český festival amatérských filmů každoročně konaný od roku 1958
- AkvaEXPO – největší výstava akvarijních ryb a terarijních živočichů v ČR, každoročně konaná od roku 1976
- Filmový smích – filmový festival věnovaný profilu některého z předních tvůrců či představitelů naší filmové komedie

### Školství
Mateřské školy:
- MŠ Čtyřlístek
- MŠ Klíček
- MŠ Kytička
- MŠ Láň
- MŠ Roveň
- MŠ Sluníčko

Základní školy:
- Základní škola a praktická škola, Kolowratská 458
- Základní škola Rychnov nad Kněžnou, Masarykova 563
- Základní škola Rychnov nad Kněžnou, Javornická 1596

Střední školy:
- Gymnázium Františka Martina Pelcla, Hrdinů odboje 36, 516 01 Rychnov nad Kněžnou
- Vyšší odborná škola a Střední průmyslová škola, 516 01 Rychnov nad Kněžnou, U Stadionu 1166

Umělecké školy:
- Základní umělecká škola, Rychnov nad Kněžnou, Panská 1492

## Pamětihodnosti

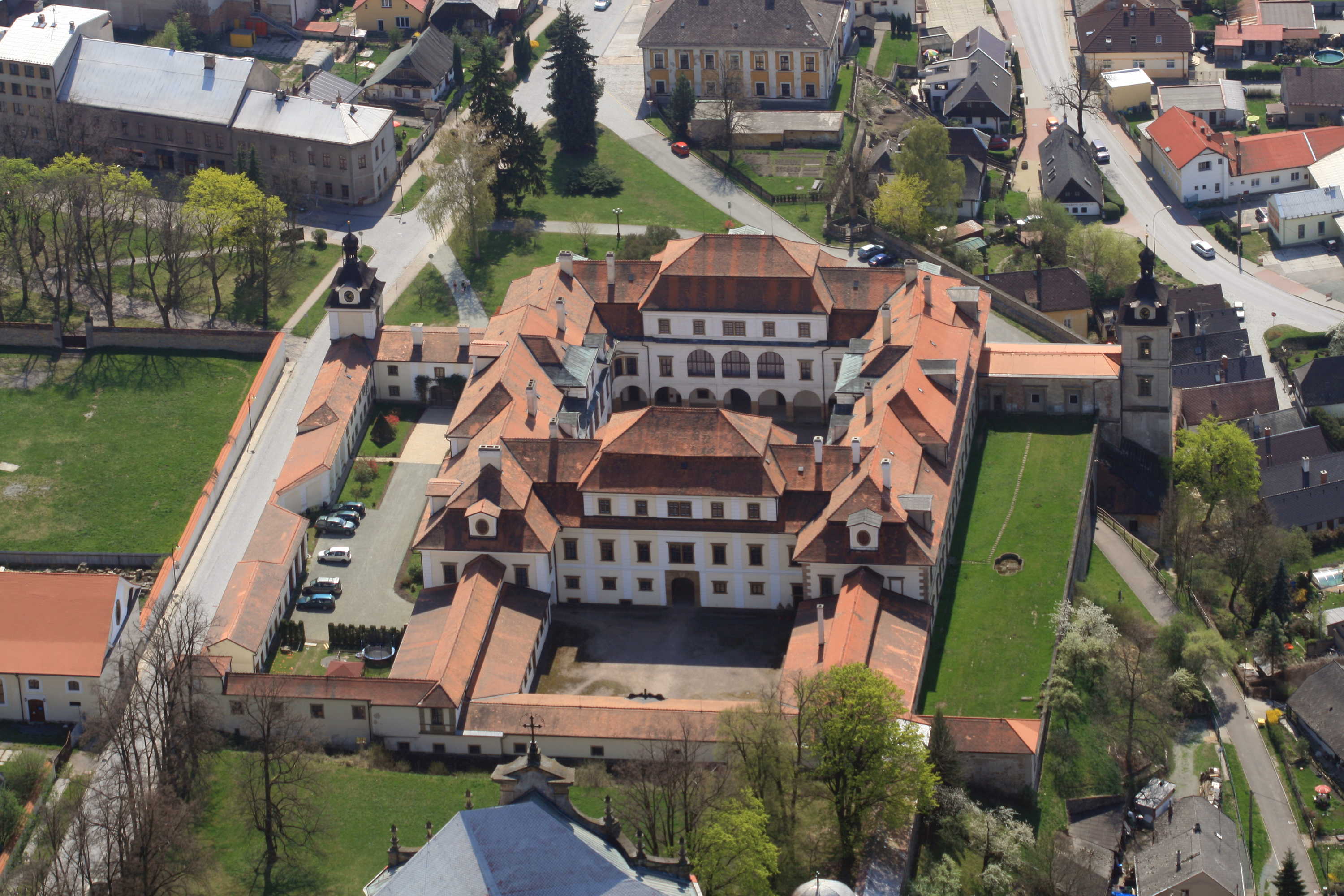
Zámek Rychnov nad Kněžnou

- Zámek Rychnov nad Kněžnou – Raně barokní zámek byl budován od roku 1676 Františkem Karlem Libštejnským z Kolovrat a následně i jeho synem Norbertem Leopoldem a vnukem Františkem Karlem II. Dokončen byl až v průběhu 18. století. Kolem roku 1722 stavbu patrně vedl i známý italský architekt Giovanni Santini. V 18. století byla v zámku založena rozsáhlá obrazárna obsahující nejen rodovou galerii Kolovratů, ale i zakoupené obrazy domácích a světových autorů a další díla postupně přesunutá z jiných kolovratských zámků. Až do současnosti jsou zde k vidění např. obrazy Karla Škréty či Hanse von Aachena. Po roce 1989 byl dříve znárodněný zámek restituován rodu Kolovratů Krakovských Libštejnských.[zdroj?] Mezi zajímavosti podzámčí patří bývalá kolonie řemeslníků Chaloupky, dnes samostatná ulice.[17]

- Zámecký kostel Nejsvětější Trojice – Postaven Kryštofem Betengelem v letech 1594–1602, po požáru přestavěn roku 1714 podle Santiniho návrhu. Komplexu zámku a kostela Nejsvětější Trojice se někdy přezdívá rychnovské Hradčany[18]

- Zvon Kryštof (s průměrem 2 m, výškou 1,47 m a hmotností 7600 kg[zdroj?] jeden z největších zvonů v Čechách)
- Socha Panny Marie Immaculaty

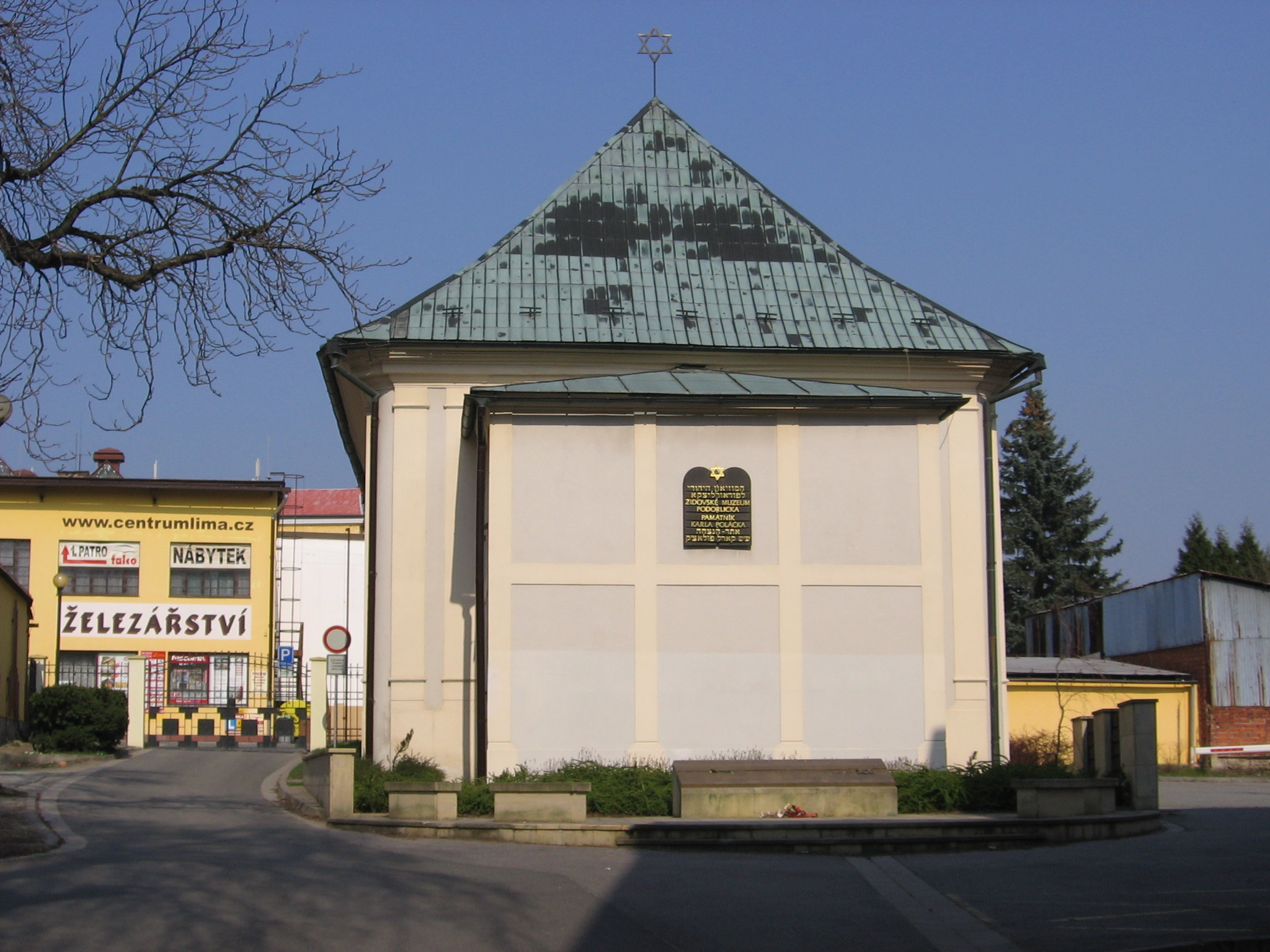
Synagoga s Památníkem Karla Poláčka

- Kostel svatého Havla – Původně zasvěcen Panně Marii, oltář vysvěcen roku 1313; existují starší názory, že byl založen již roku 1083, ovšem ty jsou s největší pravděpodobností mylné, neboť toto datum nekoresponduje s obydlováním této oblasti, navíc se nachází na ošlapaném prahu kostela a zřejmě se původně jednalo o letopočet 1683, ke kterému se hlásí i podobou písma.
- Vodní mlýn
- Hřbitovní kaple Proměnění Páně z roku 1868 na místě renesančního dřevěného objektu
- Židovský hřbitov
- Socha Dobrého pastýře, nad Dubinkou
- Socha Krista Trpitele, nad židovským hřbitovem
- Socha svatého Antonína Paduánského
- Socha svatého Marka na křižovatce ulic Smetanova a Masarykova
- Synagoga – Nová synagoga byla vybudována v roce 1782 poté, co požár v roce 1779 zničil původní synagogu z poloviny 17. století. Později prošla dvěma stavebními úpravami a bohoslužby se v ní konaly až do druhé světové války. V průběhu německé okupace českých zemí byla synagoga zpustošena, v době komunistického režimu tam národní podnik Benzina skladoval a prodával topný plyn. V 90. letech 20. století byla synagoga opravena a bylo do ní umístěno Židovské muzeum Podorlicka a Památník Karla Poláčka.Budova radnice na Starém náměstí

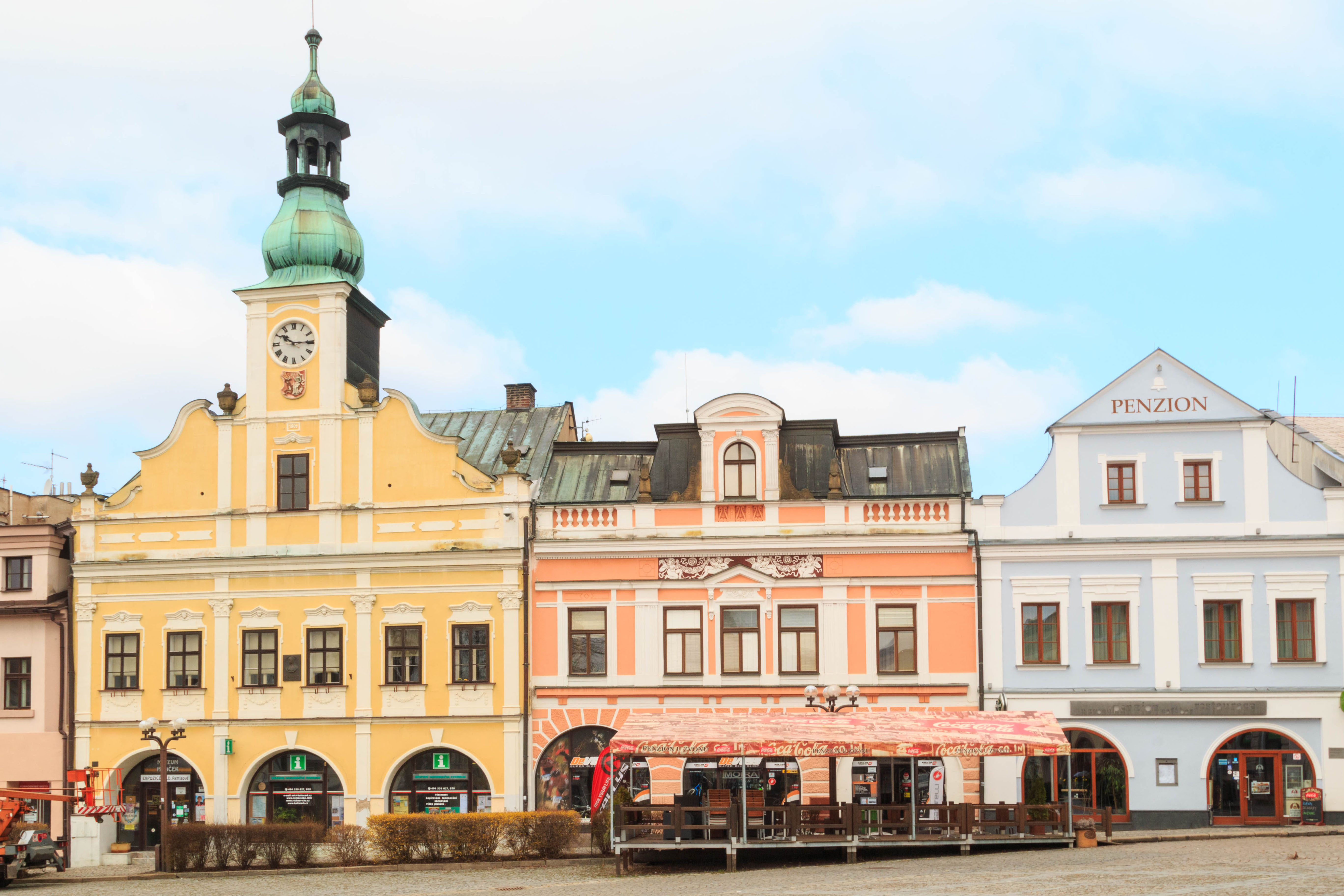
Budova radnice na Starém náměstí

- Sousoší hrdinů románu Bylo nás pět od sochaře Michala Moravce
- Sousoší svatého Floriána, svatého Jana Nepomuckého a krucifix na Starém náměstí
- Sousoší svatého Jana a svatého Pavla u Javornické silnice
- Sousoší svatého Josefa na Poláčkově náměstí
- Sousoší Zasnoubení Panny Marie v parčíku
- Radnice na Starém náměstí (za komunistického režimu Náměstí Zdeňka Nejedlého)
- Rodný dům F. M. Pelcla
- Pomník F. M. Pelcla
- Soukenická strouha – napájecí vodní kanál
- Městský Podorlický pivovar Rychnov nad Kněžnou – Podorlická sodovkárna
- Sousoší mariánského obrazu, před pivovarem
- Smírčí kříže (v blízkém okolí)
- Babyka U Babky – památný strom
- Kalvárie s kříži mezi poli při cestě ke Studánce

## Osobnosti
- František Martin Pelcl (1734–1801), spisovatel, historik a filolog
- Magdalena Dobromila Rettigová (1785–1845), česká buditelka a spisovatelka, autorka kuchařek, básní, divadelních her a krátkých próz
- Hugo Toman (1838–1898), právník a historik
- Patrik Blažek (1851–1905), novinář, voják, spisovatel a nakladatel
- Jindřich Štemberka (1867–1926), právník a politik
- Arnošt Praus (1873–1907), varhaník a hudební skladatel
- Anatol Provazník (1887–1950), hudební skladatel a varhaník
- František Michálek Bartoš (1889–1972), historik a vysokoškolský pedagog
- Stanislav Novák (1890–1945), houslový virtuos
- Miroslav Krejčí (1891–1964), hudební skladatel a pedagog
- Josef Dostál (1892–1955), historik, překladatel
- Karel Poláček (1892–1945), spisovatel a novinář
- Bohuslav Tvrdý (1897–1946), dirigent a hudební skladatel
- Jaroslav Kladiva (1902–1943), novinář a protinacistický odbojář
- Josef Tříška (1922–2005), medievalista, literární historik a filolog
- Jiří Šlitr (1924–1969), herec, dramatik spoluzakladatel Semaforu (v Rychnově n. Kn. vystudoval gymnázium)
- Jaroslav Herden (1931–2010), hudební pedagog a skladatel
- Jaroslav Weigel (1931–2019), český malíř, grafik, scénograf, herec a cimrmanolog
- Tomáš Sláma (1940–2004), moderátor, rozhlasový novinář, publicista a scenárista
- Rudolf Rokl (1941–1997), klavírista a hudební skladatel
- Jiří Kaloč (* 1943), český malíř[19]
- Karel Sýs (1946–2024), básník, spisovatel a novinář
- Blanka Kaločová (1950–2007), česká malířka[20]
- Jan Jirásek (* 1955), hudební skladatel
- Zbyněk Matějů (* 1958), hudební skladatel
- Vladimír Hanuš (* 1961), výtvarník, fotograf a ilustrátor
- Miloš Řezník (* 1970), historik
- Petra Bryant – anglo-americká herečka českého původu
- Roman Šebrle (* 1974), atlet, (někdejší student rychnovského gymnázia F. M. Pelcla)
- Helena Horská (* 1974), česká ekonomka, od roku 2022 členka Národní ekonomické rady vlády
- Daniel Vávra (* 1975), videoherní scenárista, režisér, grafik, designér a publicista (Mafia 1, Mafia 2, Kingdom Come: Deliverance), spolumajitel firmy Warhorse Studios
- Jay Diesel (* 1979), český rapper a textař
- Denisa Králová (* 1991), česká orientační běžkyně
- Renne Dang (*1995), český rapper a textař

## Partnerská města
- Oudewater, Holandsko – do roku 2011, kdy rada města rozhodla o ukončení spolupráce.[21]

## Vedení města
Starostou města po roce 1989 byl nejprve František Bartoš, poté Jiří Rokl. Od roku 2010 je starostou města Jan Skořepa.

## Fotogalerie

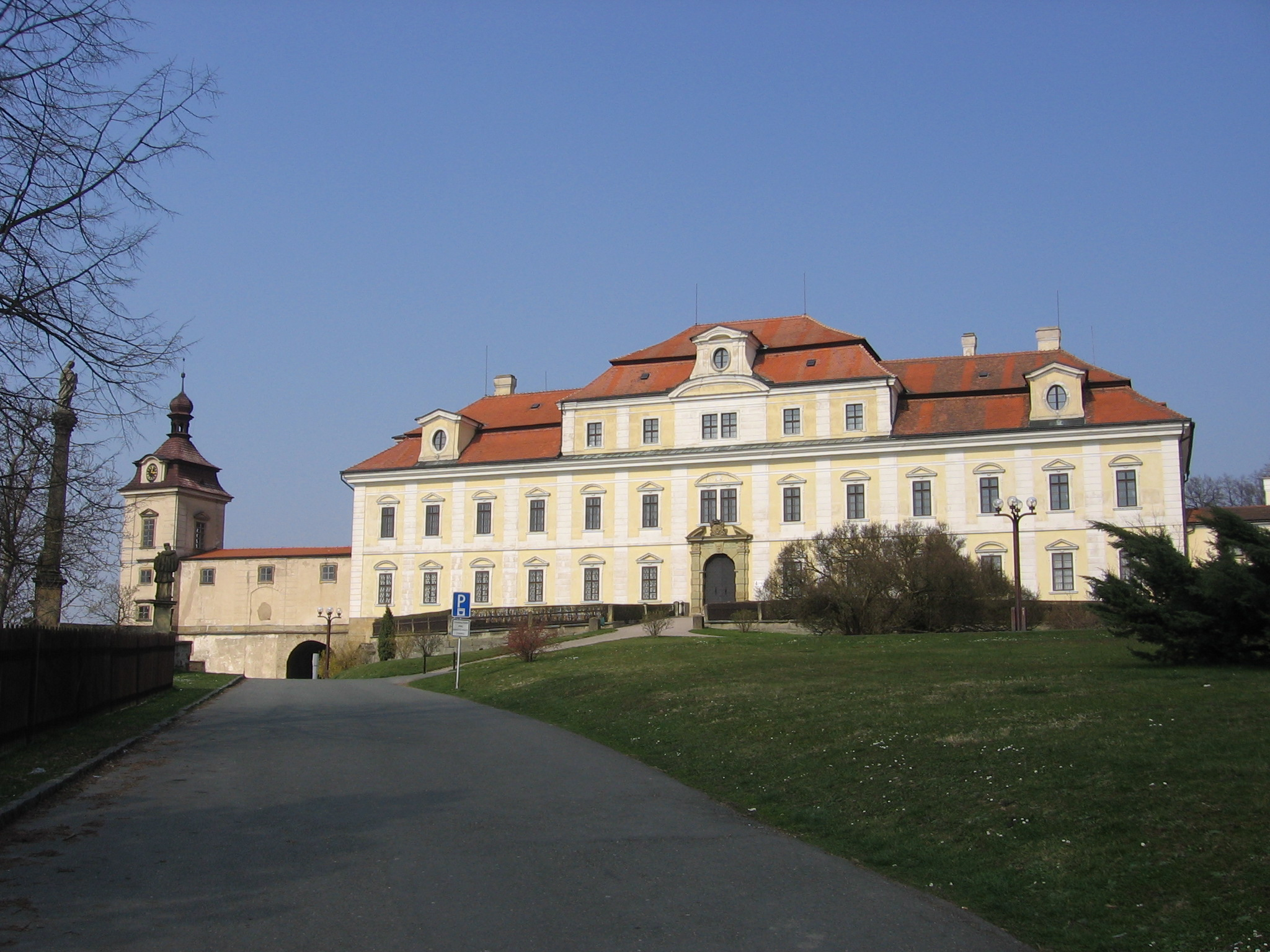
Zámek
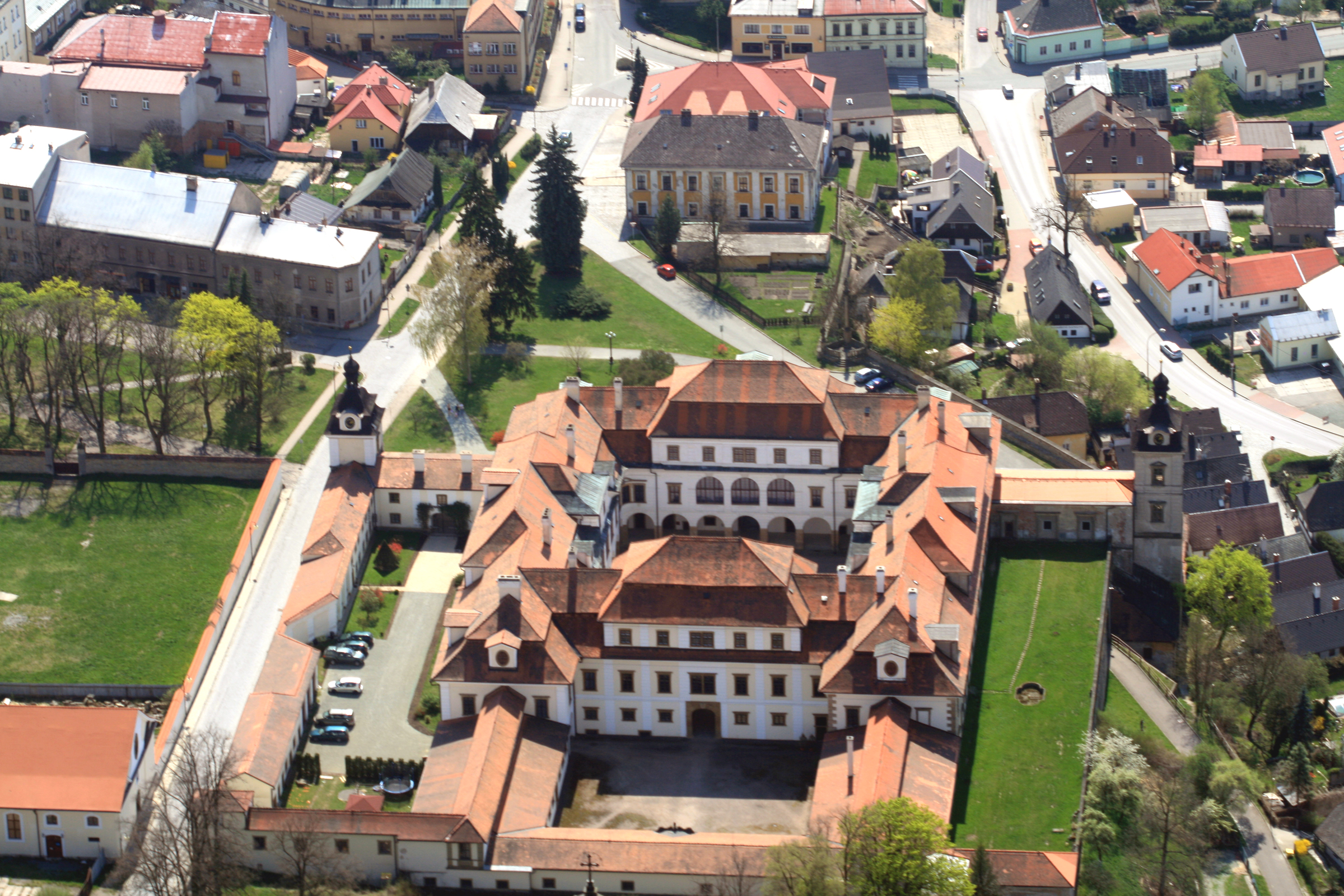
Zámek na letecké fotografii
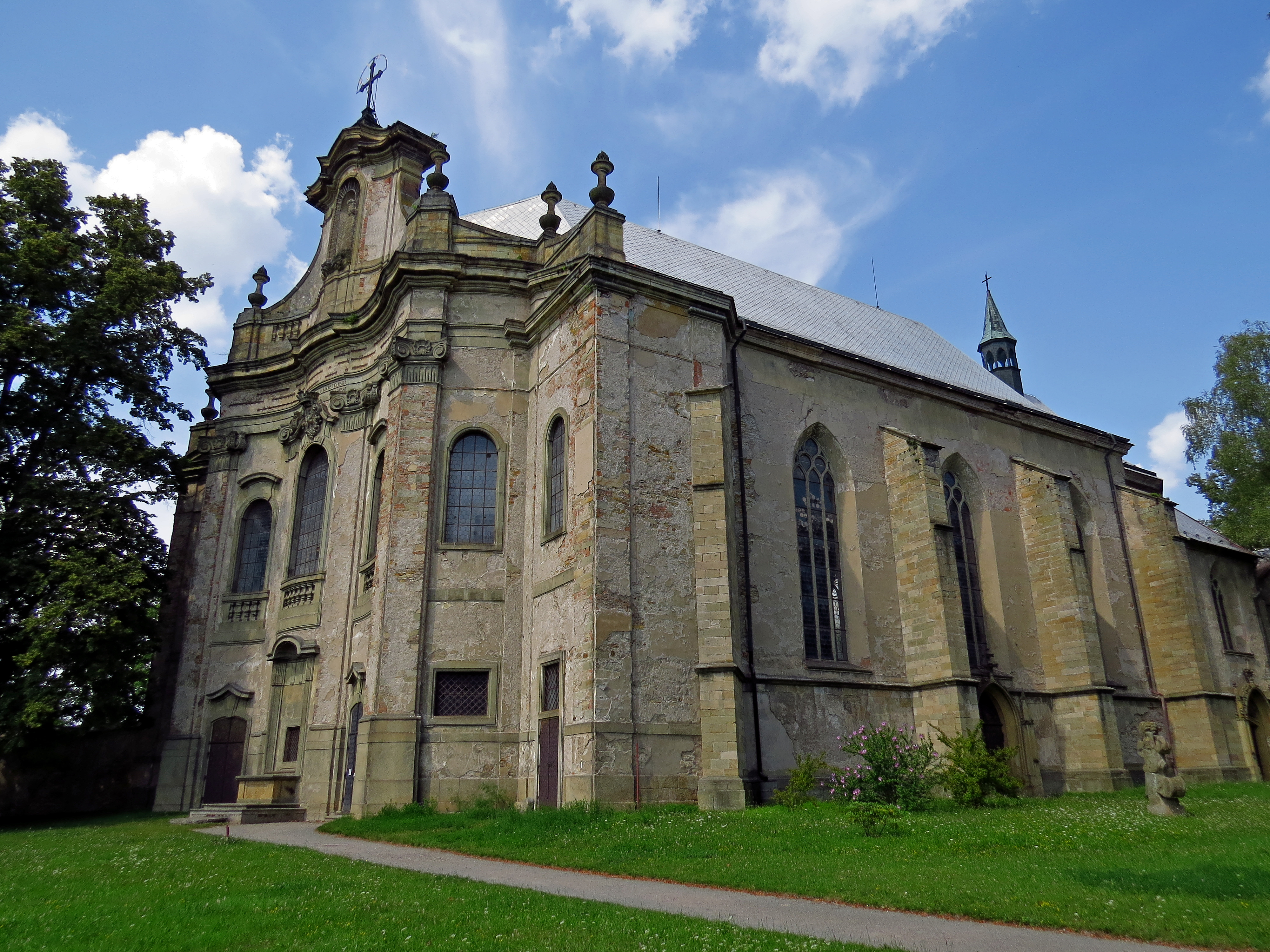
Kostel Nejsvětější Trojice
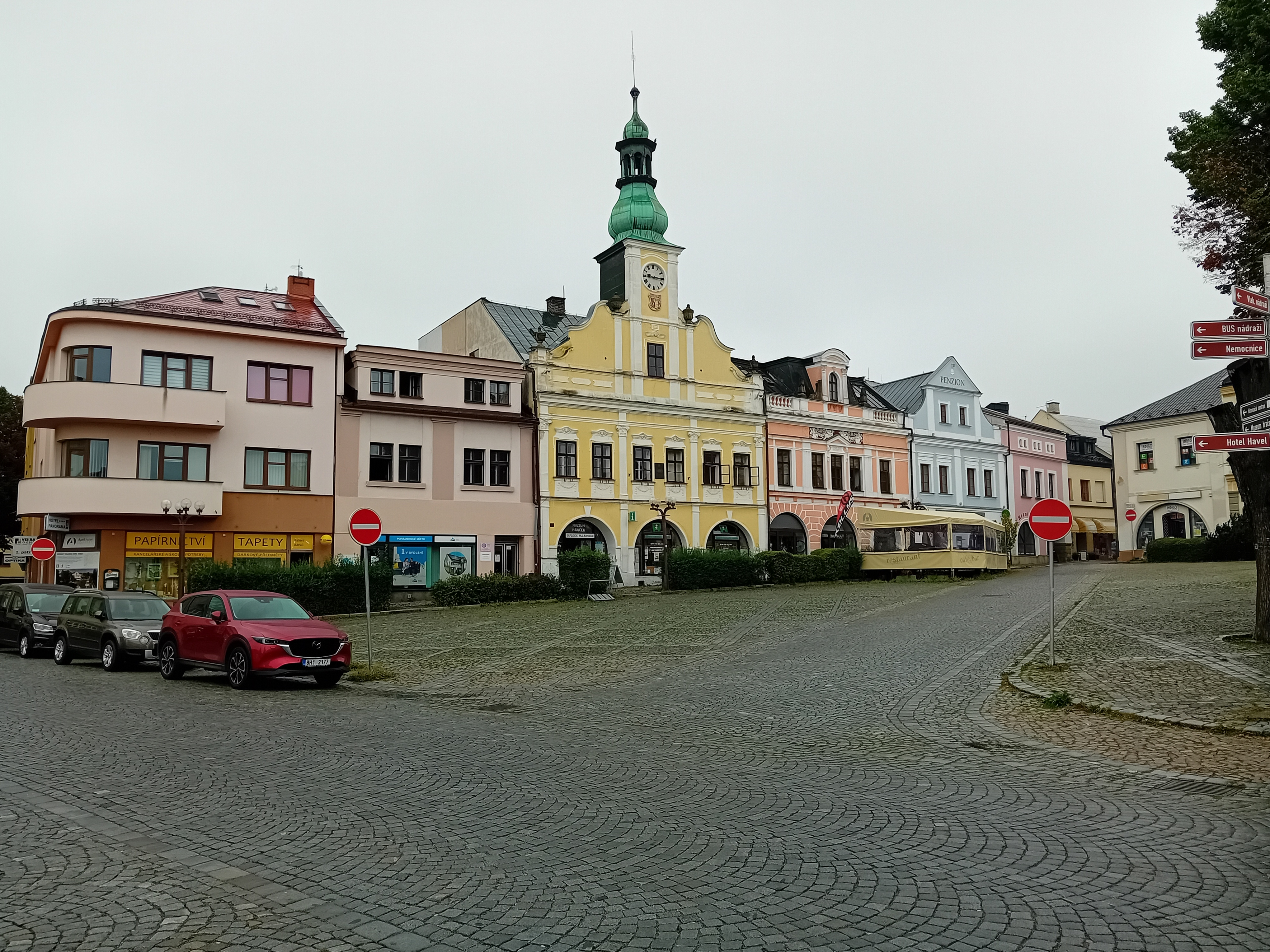
Radnice na Starém náměstí
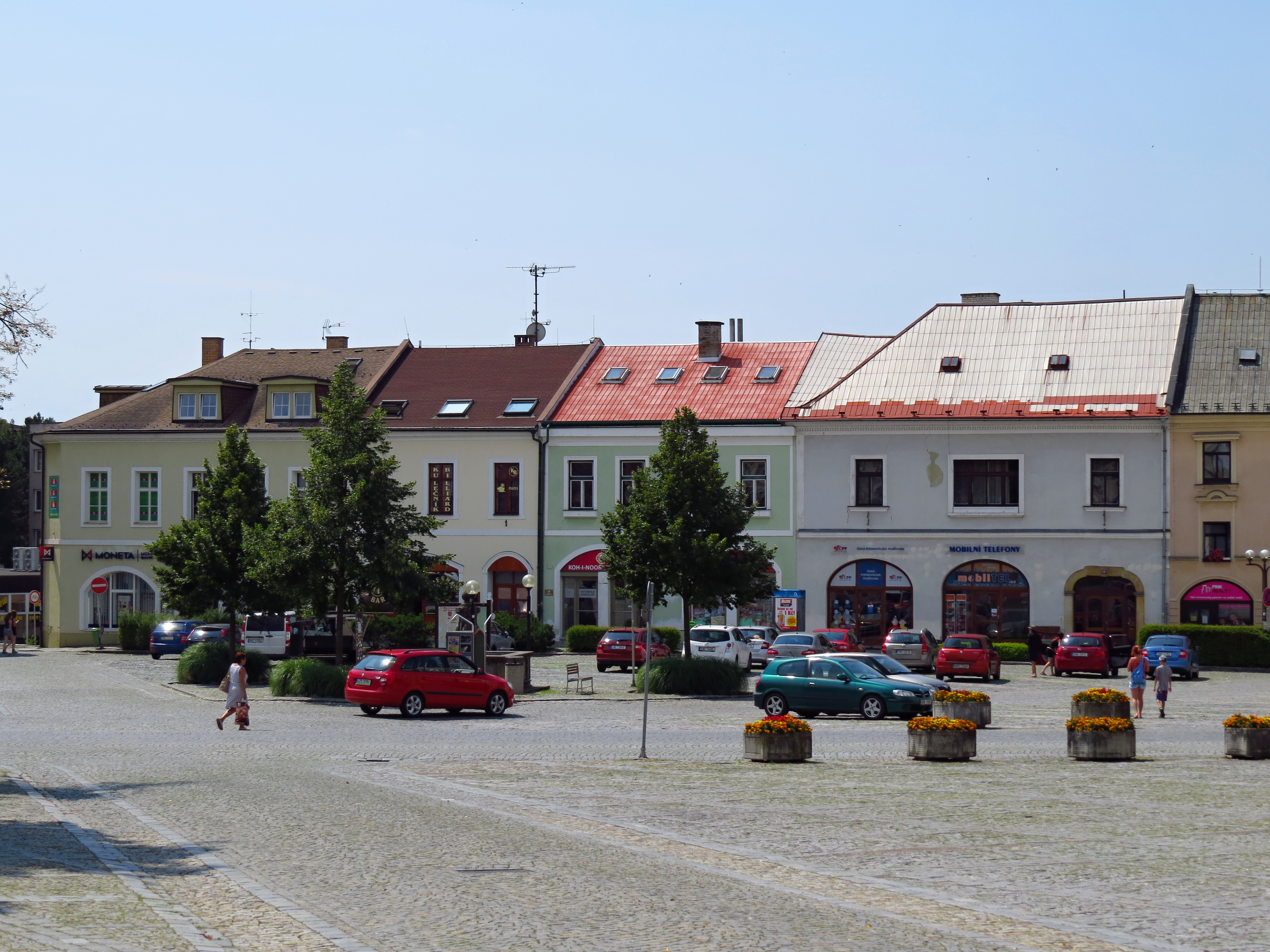
Staré náměstí
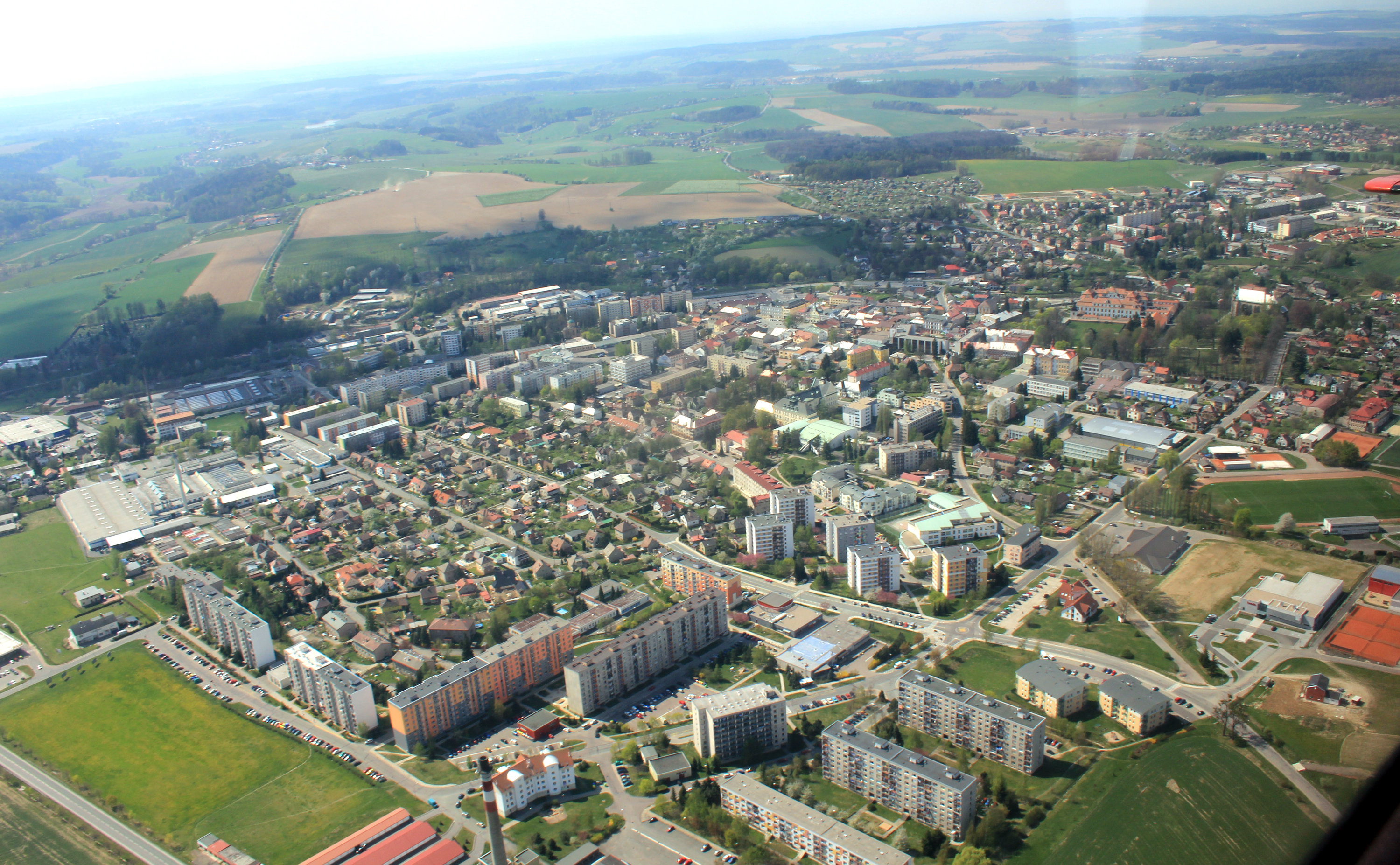
Letecký pohled
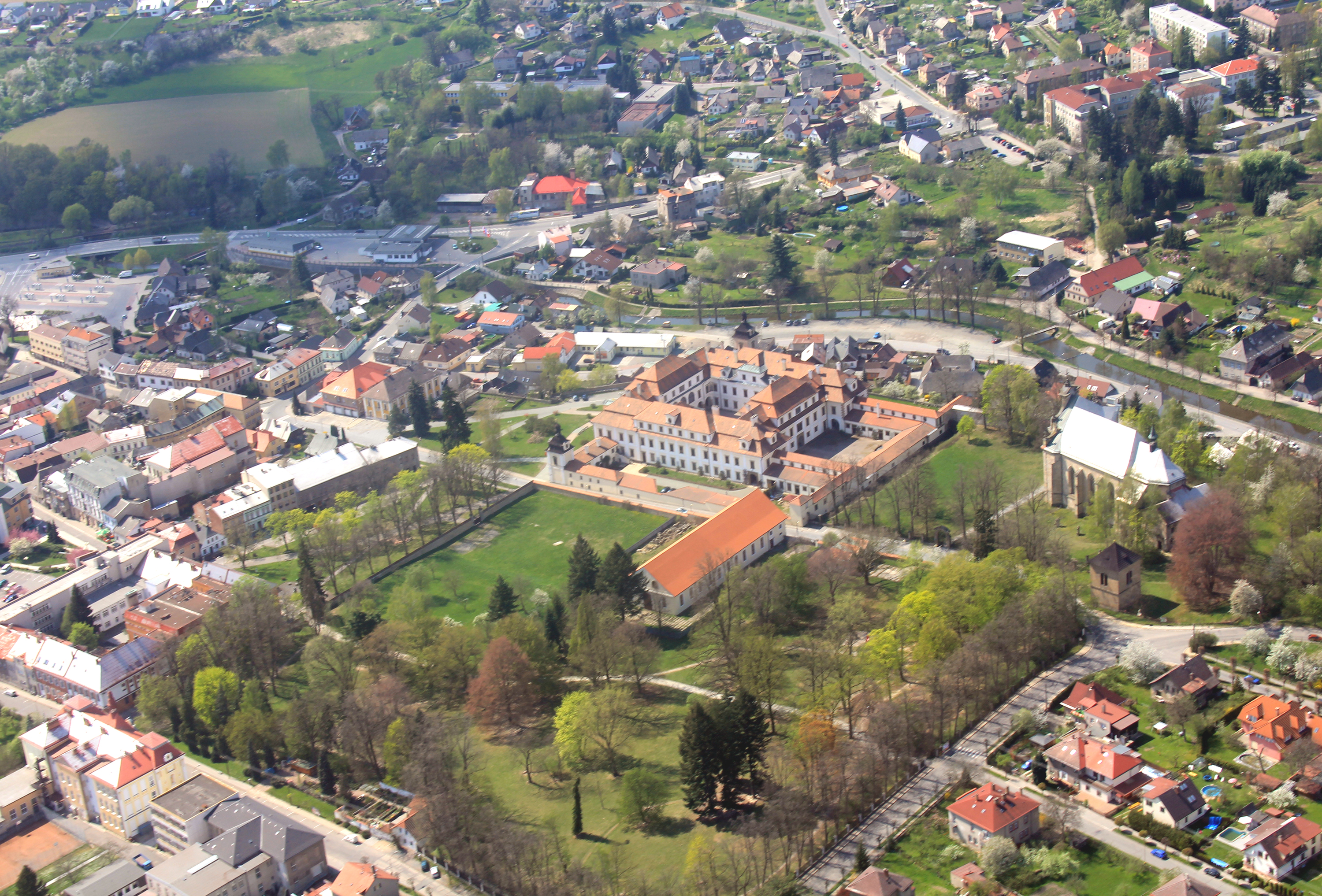
Střed města z letadla
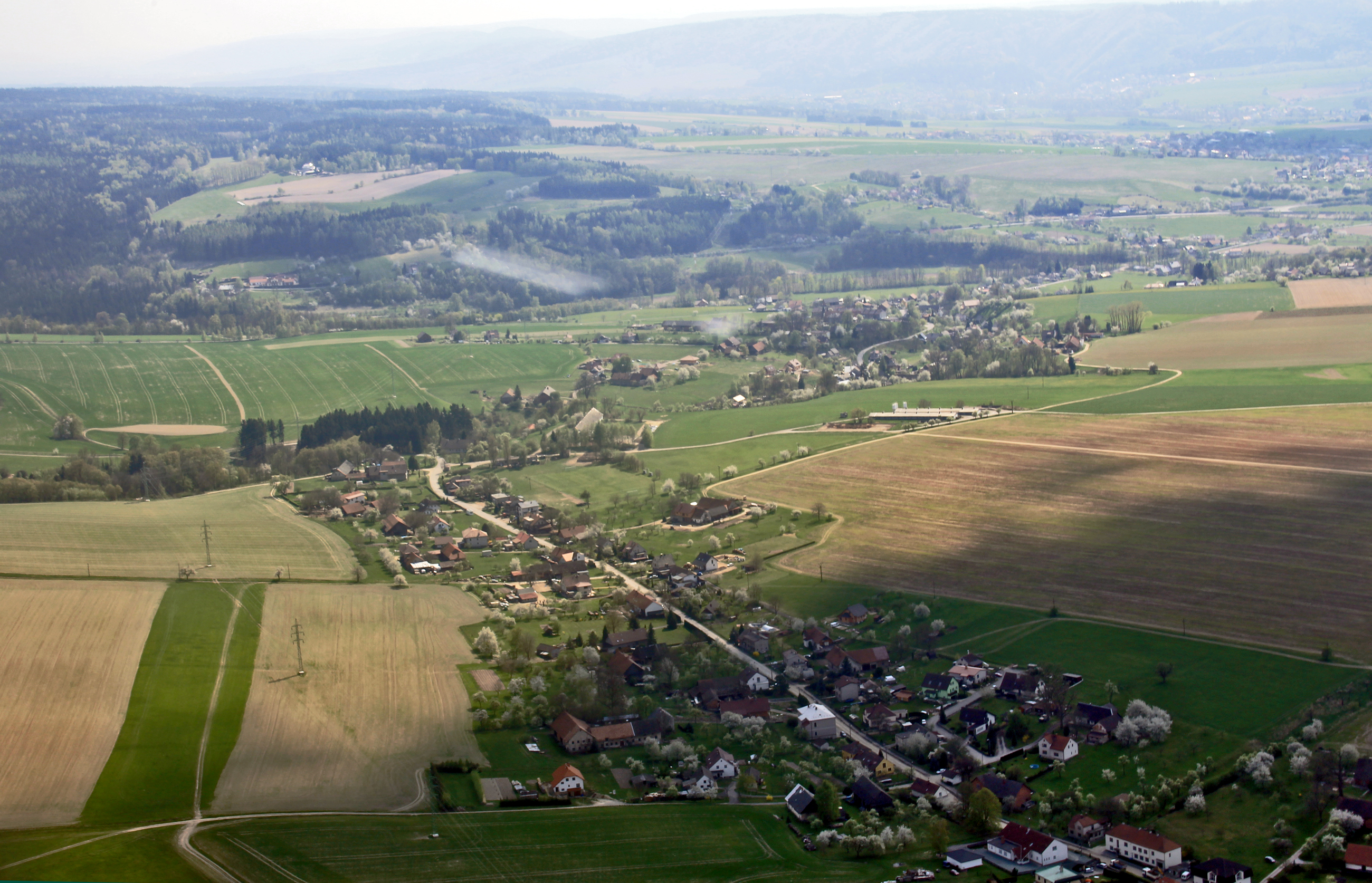
Dlouhá Ves a Roveň
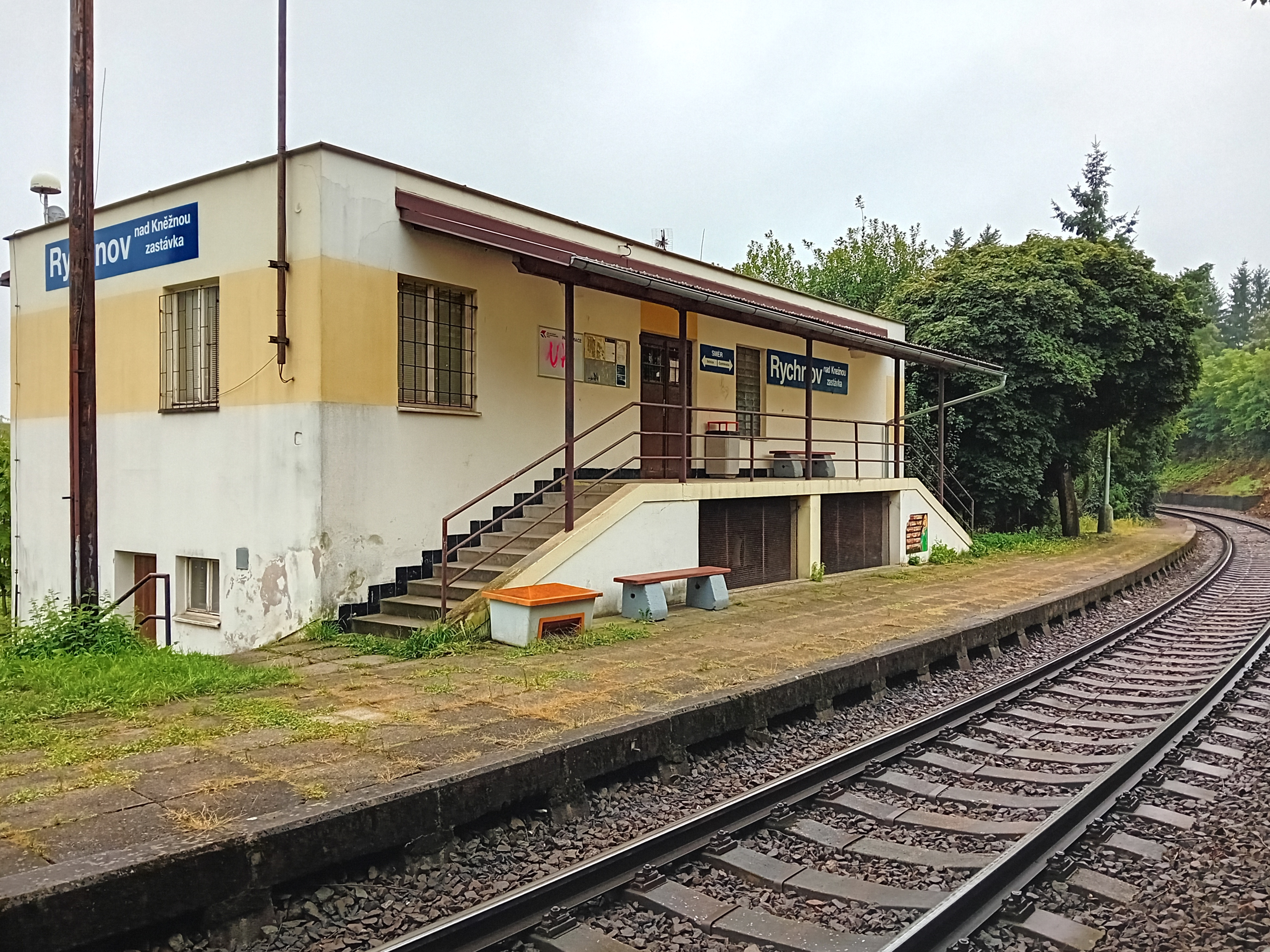
Železniční zastávka